# توسعه آموزشی عمومی

لوگوی سرویس تست GED، تنها ارائه دهنده مجاز آزمون GED

آزمون های توسعه آموزشی عمومی ( جی ای دی)، گروهی از چهار آزمون موضوعی آکادمیک، در ایالات متحده و کانادا است؛ که معادل دانش آکادمیک برای دیپلم دبیرستان را تأیید می کند. این گواهی، مانند هایست، جایگزینی برای دیپلم دبیرستان ایالات متحده است. قبولی در آزمون GED به کسانی که دبیرستان را کامل نکرده اند یا شرایط لازم برای دیپلم دبیرستان را ندارند، این فرصت را می دهد که گواهی معادل سازی دبیرستان یا مدرکی با عنوان مشابه به دست آورند. سرویس تست جی ای دی یک سرمایه گذاری مشترک از شورای آموزش و پرورش آمریکا است که برنامه جی ای دی را در سال ۱۹۴۲ آغاز کرد.
شورای آمریکایی آموزش ، در واشنگتن، دی سی (ایالات متحده)، که دارای علامت تجاری جی ای دی است، برای شناسایی "آزمون های توسعه هم ارزی عمومی" که مهارت در علوم، ریاضیات، مطالعات اجتماعی ، خواندن و نوشتن را می سنجد، را ابداع کرد. در اکثر ایالات متحده،   کانادا، و در سطح بین المللی جی ای دی نامیده می شود. در سال ۲۰۱۴، برخی از ایالت های ایالات متحده از جی ای دی به هایست و تی ای اس سی تغییر مکان دادند.    سرویس تست جی ای دی یک سرمایه گذاری مشترک از شورای آمریکایی آموزش است. پیرسون تنها توسعه دهنده آزمون جی ای دی است. آزمون حضوری انجام می شود. ایالت‌ها و حوزه‌های قضایی به افرادی که شرایط نمره قبولی را دارند، اعتبارنامه معادل دبیرستان (همچنین توسعه معادل دبیرستان یا دیپلم معادل‌سازی عمومی نامیده می‌شود) اعطا می‌کنند.   علاوه بر زبان انگلیسی ، آزمون‌های جی ای دی به زبان‌های اسپانیایی و فرانسوی در کانادا، چاپ بزرگ، صدا و خط بریل در دسترس هستند.    آزمایش ها و آماده سازی آزمون نیز برای افرادی که در زندان هستند یا در پایگاه های نظامی زندگی می کنند ارائه می شود. افرادی که در خارج از ایالات متحده، کانادا یا قلمروهای ایالات متحده زندگی می کنند، ممکن است واجد شرایط شرکت در آزمون جی ای دی از طریق مراکز تست پیرسون  باشند.   برنامه تکمیل دبیرستان بزرگسالان یوتا یک جایگزین برای افرادی است که ترجیح می دهند دیپلم بگیرند.

## تاریخچه
در نوامبر ۱۹۴۲، مؤسسه نیروهای مسلح ایالات متحده از شورای آموزش و پرورش آمریکا خواست تا مجموعه ای از آزمون ها را برای سنجش مهارت های تحصیلی در سطح دبیرستان ایجاد کند.  این آزمون ها به پرسنل نظامی و کهنه سربازانی که قبل از اتمام دبیرستان در ارتش ثبت نام کرده بودند راهی برای نشان دادن مهارت خود داد. گذراندن این آزمون ها به سربازان و ملوانان بازگشته مدارک تحصیلی لازم برای دستیابی به مشاغل غیرنظامی و دسترسی به آموزش یا آموزش پس از متوسطه را می دهد. ویرایش پنجم در ۲ ژانویه ۲۰۱۴ منتشر شد، 

## اجرای آزمون
بیش از ۳۲۰۰ مرکز رسمی تست جی ای دی در سراسر جهان وجود دارد. مراکز آزمون اغلب در مراکز آموزش بزرگسالان ، کالج‌های محلی و مدارس دولتی هستند. دانش‌آموزان در مناطق شهری ممکن است بتوانند از چندین مکان آزمون انتخاب کنند. مراکز رسمی تست جی ای دی محیط های کنترل شده ای هستند. تمام جلسات تست به صورت حضوری یا آنلاین طبق قوانین خاصی انجام می شود و اقدامات امنیتی اعمال می شود. بسته به تعداد تست‌هایی که در یک جلسه انجام می‌شود، ممکن است استراحت بین آزمون‌ها مجاز باشد. ممکن است محدودیت هایی در مورد آنچه که شرکت کنندگان در آزمون می توانند به اتاق آزمون بیاورند وجود داشته باشد.   تقریباً سه تا شش فرم آزمایش جی ای دی در هر زمان در گردش وجود دارد. این کمک می کند کسانی که در آزمون تقلب می کنند دستگیر شوند. مانند هر آزمون استاندارد ، فرم های مختلف آزمون به همان سطح دشواری کالیبره شده اند.

## ساختار تست
آزمون ریاضی GED از دو بخش تشکیل شده است:
بخش 1: بخش مجاز ماشین حساب. شما مجاز به استفاده از ماشین حساب (TI-30XS Multiview Scientific Calculator) روی صفحه نمایش هستید.
بخش 2: بخش بدون ماشین حساب. شما باید سوالات را بدون استفاده از ماشین حساب حل کنید.
این آزمون شامل انواع مختلفی از سوالات، مانند چند گزینه ای، کشیدن و رها کردن، نقطه داغ، پر کردن جای خالی و پاسخ گسترده است.

#### تخصیص زمان
شما 115 دقیقه برای تکمیل کل آزمون ریاضی فرصت دارید که بین دو بخش تقسیم شده است. مدیریت زمان مناسب برای اطمینان از اینکه بتوانید به تمام سوالات در زمان تعیین شده پاسخ دهید ضروری است.

#### موضوعات کلیدی تحت پوشش ریاضی GED
پایه ریاضی و حساب
اعداد کامل و اعشار: جمع، تفریق، ضرب و تقسیم
کسری و درصد: تبدیل بین کسری، اعشاری، و درصد. حل مشکلات شامل درصد تغییر
نسبت ها و نسبت ها: درک و حل مسائل نسبت و نسبت

##### جبر
عبارات و معادلات: ساده سازی عبارات جبری، حل معادلات خطی و نامساوی
معادلات درجه دوم: حل معادلات درجه دوم با فاکتورگیری با استفاده از فرمول درجه دوم
توابع: درک توابع، ارزیابی توابع، و تفسیر نماد تابع

##### هندسه
ویژگی های اشکال: درک ویژگی های اشکال هندسی مانند مثلث، چهار ضلعی، دایره و چندضلعی.
اندازه گیری: محاسبه محیط، مساحت و حجم اشکال هندسی مختلف
قضیه فیثاغورث: استفاده از قضیه فیثاغورث برای یافتن اضلاع مفقود مثلث قائم الزاویه

##### تحلیل داده ها
آمار: درک میانگین، میانه، حالت و محدوده
احتمال: محاسبه احتمال و درک اصول اولیه احتمال
نمودارها و جداول: تفسیر داده ها از نمودارها، نمودارها و جداول
استراتژی های آمادگی برای آزمون ریاضی GED(برخی نمونه سوالات ریاضی GED)

## شایستگی
مقررات مربوط به افرادی که واجد شرایط شرکت در جی ای دی هستند بر اساس ایالت متفاوت است. طبق خط مشی سرویس تست جی ای دی، دانش آموزان حداقل 16 سال که در دبیرستان ثبت نام نکرده اند، واجد شرایط این برنامه هستند.   با این حال، در بعضی از ایالت ها قوانین متفاوت میباشد برای واجد شرایط شدن و نامزد شدن در امتحان 17 سال سن به بالا و ساکن ایالت باشد. برخی از ایالت هایی که به دانش آموزان زیر 17 سال اجازه شرکت در آزمون را می دهند، نیاز به رضایت نامه والدین و رضایت نامه از ناحیه مدرسه دانش آموز دارند.در آفریقای جنوبی و نامیبیا، دانش آموزانی که حداقل 17 سال سن دارند واجد شرایط هستند.